# Майские дни в Барселоне
Майские дни в Барселоне (исп. Jornadas de Mayo) — столкновения с 3 по 8 мая 1937 года между силами каталонского правительства — Женералитета, социалистами, коммунистами, с одной стороны, и анархистами НКТ-ФАИ и марксистами-антисталинистами (троцкистами) ПОУМ, с другой.

## Накануне
Подавление военного мятежа лета 1936 года в Барселоне удалось главным образом благодаря объединённым в профсоюзы вооруженным рабочим. Анархисты и анархо-синдикалисты оказывали большое влияние на политику как в Барселоне, так и во всей Каталонии, но не входили в каталонское правительство — Женералитет — из-за своей анархистской идеологии. Анархистов поддерживала марксистская (антисталинская) партия ПОУМ. Женералитат, исходя из требований войны, пытался подчинить правительству самоуправление на предприятиях и предотвратить социальную революцию, разрушавшую экономику, поэтому получал поддержку центрального правительства, социалистической и коммунистической партий. В Барселоне также действовали агенты генерала Франко, которые провоцировали конфликты и перестрелки.

## Ход событий
2 мая министр центрального правительства Индалесио Прието позвонил в каталонское правительство. Оператор каталонской телефонной станции, занятой силами анархо-синдикалистов, заявил ему, что никакого правительства не существует, а есть только «Комитет обороны».
Коммунисты и правительство считали, что анархисты подслушивают их разговоры. 3 мая 1937 года в 15:30 начальник барселонской полиции коммунист Эусебио Родригес Салас вместе с представителем правительства прибыл в здание станции и они направились в отдел цензуры на первом этаже. Члены CNT решили, что начался захват станции правительственными силами и со второго этажа открыли стрельбу в направлении отдела цензуры. После этого Салас запросил подкрепление и в здание прибыл отряд гражданской гвардии. Лидер FAI Деунисио Эролес уговорил членов CNT сложить оружие, однако перед этим они расстреляли в окна весь боезапас.
По мере распространения новостей по городу о стрельбе, многие рабочие стихийно начали забастовку, по всей Барселоне были возведены баррикады. Вооруженные ополченцы из ПОУМ и анархисты пробились в кварталы, удерживаемые Гражданской гвардией и коммунистами, и 4 мая в основном овладели Барселоной.
С начала боев, 5 мая, 1500 ополченцев из анархистской колонны «Роха-и-Негра», Ленинской дивизии ПОУМа и 128-й бригады 28-й дивизии выступили с Арагонского фронта в сторону Барселоны. Они были атакованы республиканскими самолётами возле Бинефара. После последовавших переговоров войска вернулись на фронт.
В то же время центральное правительство отозвало воинские части с фронта на Хараме и направило их в Мадрид. Кроме того, правительство приказало эсминцам «Лепанто» и «Санчес Баркайзтеги», с военизированными формированиями на борту, отплыть из Валенсии в Барселону.
Правительство Франсиско Ларго Кабальеро и Женералитет Каталонии призвали к прекращению огня и отправили из Валенсии министров-анархистов Хуана Гарсиа Оливера и Федерику Монтсени в Барселону для посредничества в прекращении огня. Когда оказалось, что это не увенчалось успехом, Хуан Негрин потребовал от Ларго Кабальеро использовать республиканские войска. Со своей стороны, Луис Компанис, возглавлявший каталонский Женералитет, оказал давление на Ларго Кабальеро, чтобы тот не нарушал каталонскую автономию, используя войска центрального правительства.
6 мая несколько видных анархистов были убиты в своих квартирах проправительственными «эскадронами смерти». На следующий день более 6000 штурмовых гвардейцев прибыли на двух эсминцах из Валенсии и временно взяли под свой контроль Барселону. Только 8 мая беспорядки полностью прекратились. Бойцы ФАИ — НКТ прекратили огонь и помогли разобрать баррикады.

## Результаты
По официальной оценке, во время уличных боев было убито 400 человек и 1000 было ранено. Республиканские власти не приняли дополнительных мер против анархистских НКТ-ФАИ из-за большой власти, которой они все еще обладали в Каталонии, и их высокого уровня народной поддержки. Вскоре после этих событий (16 июня) республиканское правительство объявило партию ПОУМ вне закона и арестовало ее основных лидеров, в том числе Хулиана Горкина и Андреу Нина. ПОУМ исчезла с политической карты, а анархистское движение больше никогда не будет вмешиваться в войну, как это было до тех пор.